# Sonja Petrović
Sonja Petrović, po mężu Vasić (ur. 18 lutego 1989 w Belgradzie) – serbska koszykarka, występująca na pozycjach niskiej lub silnej skrzydłowej, reprezentantka kraju, mistrzyni Europy, brązowa medalistka olimpijska, obecnie zawodniczka Uni Girona.

## Osiągnięcia
Stan na 10 sierpnia 2020, na podstawie, o ile nie zaznaczono inaczej.

### WNBA
- Liderka WNBA w skuteczności rzutów wolnych (2016)

### Drużynowe
- Mistrzyni:
  - Euroligi (2009, 2010, 2015)
  - Liga Bałtyckiej (2018)
  - Francji (2008)
  - Serbii i Czarnogóry (2004)
  - Czech (2015–2017)
  - turnieju Federacji Francji (2008)
- Wicemistrzyni:
  - Euroligi (2011, 2019)
  - Rosji (2009–2013, 2018, 2019)
  - Serbii i Czarnogóry (2003)
- Brąz Euroligi (2018)
- 4. miejsce:
  - W Eurolidze (2016, 2017)
  - podczas mistrzostw Hiszpanii (2007)
- Zdobywczyni:
  - Superpucharu Europy FIBA (2009, 2010, 2015)
  - pucharu:
    - Rosji (2018)
    - Czech (2015)
    - Francji (2008)
    - Serbii i Czarnogóry (2003, 2004)
- Finalistka Pucharu Rosji (2019)

### Indywidualne
(* – nagrody przyznane przez portal eurobasket.com)
- MVP*:
  - sezonu regularnego:
    - Euroligi (2018)
    - ligi czeskiej (2015 2016)
- Najlepsza:
  - europejska*:
    - zawodniczka Euroligi (2018)
    - niska skrzydłowa rozgrywek europejskich (2015–2017)
    - silna skrzydłowa rozgrywek europejskich (2016)

  - młoda zawodniczka roku Europy według FIBA (2007)
  - skrzydłowa*:
    - Euroligi (2018)
    - ligi czeskiej (2015, 2016)

  - niska skrzydłowa Europy (2015–2017)*
- Serbska koszykarka roku (2016)
- Liderka ligi rosyjskiej w przechwytach (2014)
- Zaliczona do*:
  - I składu:
    - Euroligi (2016 2018)
    - najlepszych Europejek Euroligi (2014–2017)
    - ligi:
      - czeskiej (2015 2016)
      - rosyjskiej (2018)

  - II składu Euroligi (2014 2015, 2017)
  - składu honorable mention All-Europe (2014)

### Reprezentacja
Drużynowe
- Mistrzyni Europy:
  - 2015
  - U–18 (2005, 2007)
- Wicemistrzyni:
  - igrzysk śródziemnomorskich (2009)
  - Europy:
    - U–18 (2006)
    - U–16 (2004)
- Brązowa medalistka:
  - olimpijska (2016)
  - mistrzostw:
    - Europy (2019)
    - świata U–19 (2007)
    - mistrzostw Europy U–20 (2008)
- Uczestniczka:
  - mistrzostw Europy:
    - 2007 – 11. miejsce, 2009 – 13. miejsce, 2015, 2017 – 11. miejsce
    - U–20 (2008, 2009 – 7. miejsce)
    - U–16 (2004, 2005)

Indywidualne
- MVP Eurobasketu U-18 (2006)
- Najlepsza skrzydłowa mistrzostw Europy U–20 (2008)*
- Zaliczona do:
  - I składu:
    - igrzysk olimpijskich (2016)*
    - mistrzostw Europy:
      - 2015, 2019
      - U–20 (2008)*

  - II składu mistrzostw Europy U–20 (2009)*
- Liderka Eurobasketu w skuteczności rzutów wolnych (2015 – 97,2%)[3]